# اوزگه اوزبرک
اوزگه اوزبرک (به ترکی استانبولی: Özge Özberk)؛ زادهٔ ۱۳ اوت ۱۹۷۶) هنرپیشه اهل کشور ترکیه است. وی در سال ۱۹۷۶ در شهر استانبول متولد شد. اوزگه اوزبرک در زمینه تئاتر در دانشگاه استانبول تحصیل کرد. این بازیگر با بازی در فیلمی به نام «گورا» به شهرت رسید. از فیلم‌هایی که وی در آن نقش داشته است می‌توان به پدرم و پسرم اشاره کرد.